# Peromyia sphenoides
Peromyia sphenoides är en tvåvingeart som beskrevs av Jaschhof 2001. Peromyia sphenoides ingår i släktet Peromyia och familjen gallmyggor. Inga underarter finns listade i Catalogue of Life.